# Запой
Алкогольный запо́й или дипсомания — термин, которым обозначали длительное употребление спиртных напитков более суток, характеризующееся непреодолимой тягой к спиртному, утратой контроля за выпивкой и абстинентным синдромом после окончания употребления. В России и других постсоветских странах наиболее употребляемо слово запой (жарг. штопор, загул и другие).
В советско-российской психиатрии и наркологии часто рассматривался как отдельная форма алкоголизма — запойная.
Современные классификации, исключают термин «дипсомания», включая данную форму в общую картину алкогольной зависимости — F10.26 — Периодическое употребление (МКБ-10), 6C40.21 — текущее злоупотребление, эпизодическое (МКБ-11).
Важным отличием от постоянного злоупотребления является периодичность выпивания алкогольных напитков, где за запоем следуют периоды трезвости (саморемиссии), при которых спиртное не употребляется или употребляется нерегулярно, в малых количествах

## История изучения
Первым термин «дипсомания» (от др.-греч. δίψa — жажда и др.-греч. μανία — страсть, безумие) ввел Кристоф Гуфеланд в предисловии к немецкому изданию монографии Константина Бриль-Крамера «О запое и лечении онаго»(М.:1819), в котором российский врач описывал собственно запой, не так хорошо известный в западноевропейских странах, выделяя такие его особенности как предрасположенность, периодичность, закономерность течения недуга, предвестники и другие.
Несмотря на то, что ни Бриль-Крамер, ни Гуфеланд, не вкладывали в термины «запой» и «дипсомания» какое-то иное значение, кроме периодической непреодолимой жажды выпить, после распространения в психиатрии теории вырождения Бенедикта Мореля, представление о дипсомании как о психозе вырождения стало популярным среди многих врачей. Тем самым запойное пьянство было отделено от других форм и проявлений алкогольной зависимости.
Так уже Рихард Крафт-Эбинг возводил запои к наследственно обусловленным проявлениям периодического помешательства. А Эмиль Крепелин, отделяя дипсоманию от хронического алкоголизма, писал, что «…значительно чаще форму дипсоманических приступов принимает нерегулярно появляющееся расстройство настроения у психопатов, особенно у „аффект-эпилептиков“. Изучение всего душевного облика больного делает возможным правильное распознавание»

Насколько отделялась дипсоманию от других форм пьянства можно увидеть в трудах французского врача Валентена Маньяна, считавшего запои разновидностью инстинктивной мономании, хронический алкоголизм же как проявление порочного круга интоксикации, наиболее распространенной в XIX веке парадигмы. Он писал:
Всегда однако можно отличить, пьет ли больной как дипсоман или по образовавшейся у него привычке: когда он пьет как рядовой пьяница, он и ведет себя соответственно и приглашает друзей разделить с ним попойку; когда, напротив, пьет, подталкиваемый к этому импульсивным влечением, то изолируется от своего окружения, прячется, уносит вино к себе в комнату, запирается на ключ и пьет там стакан за стаканом. Импульсивному пьянству всегда предшествует состояние депрессии.
Близко к воззрениям В. Маньяна рассматривал дипсоманию и известный русский психиатр Сергей Корсаков, относя к импульсивным психозам, допуская, что они могут возникать и после длительного злоупотребления спиртным. Аналогичную позицию занимал Павел Ковалевский, который сравнивал запои с другими видами безумия («…убийцы, самоубийцы и людоеды делают это не потому, что им хотелось обладать человеческой жизнью или попробовать вкус человеческого мяса, а потому, что они к этому побуждаются болезненным желанием и влечением. Точно также и дипсоманы поступают по отношению к спиртным напиткам».

Большой вклад в изучении запойного пьянства сделал Блейлер Эйген, писавший, что к дипсомании могут приводить различные психические заболевания, которые изменяя настроение человека, побуждают его прибегать к выпивке, вследствие чего формируется устойчивая тяга к спиртному в минорную фазу. В то же время, Блейлер не отрицал возможность возникновения дипсомании и изменения настроения как следствие непосредственно злоупотребления алкоголем. Получило известность его выражение, что:
Встречаются хронические алкоголики, которые являются одновременно дипсоманами, или которые стали благодаря алкоголизму дипсоманами.

В докладе Александра Коровина на Всероссийском съезде по борьбе с пьянством, прозвучало сомнение, что запои вообще следует отделять от алкоголизма:
Таким образом авторы отделяют запой от алкоголизма и переносят его или в группу психозов, или причисляют в эпилепсии. Мы считаем это вынужденным объяснением, натяжкой. По нашему мнению, существует один алкоголизм, проявляющийся в двух формах, хронической и запойной…
С. Г. Жислин также считал, что значительно чаще дипсомания развивается не на фоне сопутствующих психических заболеваний, а как следствие хронического алкоголизма, ссылаясь при этом на работы П. Г. Земеля, который связывал возникновение циклического запоя с формированием абстинентного синдрома, подчёркивая элементы фазности и злоупотребления. Так на момент начала злоупотребления у больных развивается тоска, грусть, внутреннее беспокойство, которые не исчезают даже после больших доз спиртного. К концу выпивания человек слабеет, начинает обвинять себя в срыве, крайне подавлен. Зато через некоторое время после запоя у больного развивается бодрое, повышенное настроение, увеличивается работоспособность, как будто он не знает усталости.
Впоследствии эти воззрения приведут к выделению в СССР трёх форм алкоголизма: запойной (дипсомании), постояннопьющей (хронической) и перемеживающийся.
В США получили известность работы Томаса Кротерса, одного из учредителей Ассоциации по изучению пьянства, который разделил алкоголизм на три типа: злоупотребляющих (англ. the explosive inebriate), хронически выпивающих (англ. the continuous drinker) и периодически употребляющих (англ. the periodic drinker).
Отдельно стоит концепция Элвина Джеллинека чьи труды получат широкую известность в США, Франции и Великобритании, где дипсомания называется эпсилон-алкоголизмом (англ. Epsilon alcoholism). Впрочем сам автор описывал эту форму скупо, указывая на недостаточную изученность.

## Клиническая картина
В современных медицинских классификациях нет термина «запой». В советско-российской психиатрии они разделяются на псевдозапои и истинные запои.

### Псевдозапои
По классификации Александра Гофмана начинаются ближе ко второй стадии алкоголизма. Чаще возникают под влиянием внешнего фактора — праздников, отпусков, выходных. Отсюда их ещё называют запоями выходного дня. Характерны для второй стадии алкоголизма (систематическое частое употребление спиртных напитков с обязательным утренним опохмелением). Синдром отмены проходит в течение суток-двух, при хорошем состоянии здоровья и материальном благополучии такое пьянство может продолжаться годами, количество употребляемого алкоголя остаётся относительно одинаковым.
В западных классификациях такому виду пьянства соответствуют гамма и дельта-алкоголизм по Э. Джеллинеку, или хроническую форму по Томасу Кротерсу.

### Истинный запой
А. Гофман описывает их как циклическое употребление алкогольных напитков с последующим падением толерантности, разделяя на две формы:
1. Возникает после употребления небольших доз спиртного, характеризуется непреодолимой тягой к нему, когда любое последующие возлияние имеет целью тяжёлое опьянение. За сутки больной может выпить до 2 литров в пересчёте на крепкий алкоголь. На фоне абстинентного синдрома количество выпитого сначала возрастает, но потом стабилизируется.
2. Возникает на фоне изменения настроения, иногда после перенесенной психологической травмы. Тяга к алкоголю настолько интенсивна, что может достигать до 2-2,5 литров в сутки. Постепенно нарастает астения. После окончания запоя проявляется тяжелый синдром отмены.
Схоже описывал истинный запой другой советский психиатр, Александр Тиганов, видя главное отличие псевдозапоев от истинных в полной утрате действия внешнего фактора (работы, семьи, общества) на последних. Отмечая при этом предвестники у больного — раздражительность, подавленность, нервозность, сны с алкогольной тематикой и др.
Важным отличием истинных запоев является их периодичность, когда человек не употребляет алкоголь постоянно, но через определённые интервалы срывается в пьянство, практически сразу стремясь напиться до тяжёлого опьянения.
Именно истинный запой больше всего подходит под описание дипсомании. Так ещё Константин Бриль-Крамер описывал, что часто таким запоям предшествовало воспоминание о каких-то травмах, когда один больной, который перенес физическое насилие, в конце месяца постоянно срывался в дипсоманию из-за страха. А Валентен Маньян прямо писал, что дипсомания может быть связана с другими психическими заболеваниями.

## Купирование запоев
Псевдозапои возможно купировать как в стационаре, так и на дому, в зависимости от времени употребления спиртного и тяжести алкогольного синдрома. Истинные запои прерываются в условиях стационара, так как человек полностью утрачивает контроль над выпивкой, чаще всего за помощью он обращается на этапе «выхаживания», когда из-за сильной интоксикации больной приходит в себя, но не может бросить пить вследствие тяжёлой абстиненции. Несмотря на то, что ещё врачи XIX века предлагали признавать дипсоманов невменяемыми, в том числе и для их принудительной госпитализации.

### Комментарии
1. ↑  Словом запой также издревле у русских называли несколько дней после сватовства, на которых пели свадебные песни